# 鬼沢保平
鬼沢 保平（おにざわ やすへい、1953年（昭和28年）5月18日 - ）は、日本の政治家。元茨城県鉾田市長（3期）。

## 来歴
早稲田大学理工学部卒。卒業後は建築設計技師となるが、帰郷後は地元で米穀肥料店を経営する。鹿島郡鉾田町商工会青年部長、茨城県商工会青年部連合会長、鉾田ロータリークラブ幹事、鉾田町商工会総代などを経て、1999年から鉾田町長を2期務めた。
2005年に鉾田町は近隣の村と合併し鉾田市が発足。合併後の市長選挙に立候補し初当選。2009年と2013年に再選。市長を2017年まで3期務めた。